# Нашестя (фільм, 2008)
Нашестя (англ. Copperhead) — американський фільм 2008 року.

## Сюжет
Маленьке містечко на Дикому Заході атакує полчище смертоносних змій. Прибувший в місто загадковий мандрівник Білл і місцева танцівниця Джейн виявляються єдиними, хто здатний встати на шляху у кровожерливих тварюк в спробі врятувати наляканих мешканців від повного знищення.

## У ролях
- Бред Джонсон — Білл Лонглі
- Кіт Стоун — Вілл Бонні
- Бред Грінквіст — Гарретт
- Венді Картер — Джейн
- Гебріел Вомак — Роско Баррелл
- Біллі Драго — Джессі Еванс
- Атанас Сребрев — Йосія
- Тодд Дженсен — шериф Мерсер
- Віолета Марковска — Дарла
- Георг Златарев — Пончіано Домінгес
- Нік Харві — Таннен
- Марта Кондова — міс Мерфі
- Нейтан Баутіста — Генрі
- Каліна Грін — дитина
- Владо Колев — Пінкертон 1
- Владо Мажанаов — Пінкертон 2
- Софія Летісія Моралес — дівчина